# رادوشلو
رادوشلو (به صربی: Radočelo) یک کوه در صربستان است که در کرالیفو واقع شده‌است. رادوشلو ۱٬۶۴۳ متر بالاتر از سطح دریا واقع شده‌است.